# دار الشافعي
دار الشافعي قرية مغربية سوقها الأسبوعي الخميس تابعة إقليم سطات هناك طرق تؤدي لها طريق متجة من بني خلوك 18كلم والأخرى متجهة من كيسر 26كلم، يحدها جنوبا بحيرة سد المسيرة. تنتمي دار الشافعي لإقليم سطات وتضم 17.632 نسمة (إحصاء 2004). أحدتث جماعة دار الشافعي سنة 1968 وكانت آنداك تابعة لإقليم الدار البيضاء.
يعتمد سكان دار الشافعي على الفلاحة البورية (زراعة الحبوب: القمح والشعير … والقطاني، العدس...) وكسب المواشي وتشتهر بنوع الصردي... وتزاول بعد الانشطة في جنوب الجماعة مرتبطة بالبحيرة كالصيد النهري والفلاحة السقوية ولو أنها بنسبة بسيطة جدا.